# 甜叶算盘子
甜叶算盘子（学名：Glochidion philippicum）为大戟科算盘子属下的一个种。

## 扩展阅读
- 維基物種上的相關：甜叶算盘子